# Dzong de Nédong
Le dzong de Nédong ou Nétong (tibétain : སྣེ་གདོང་རྫོང་, Wylie : sne gdong rdzong)  est une forteresse située dans le sud de la région autonome du Tibet dans le Xian de Nêdong dans la ville-préfecture de Shannan (ou région de Lokha). 

## Histoire
Le dzong et la ville du même nom constituait entre 1349 et le XVe siècle la capitale des Phagmodrupa.
C’est vers 1354 que Changchub Gyaltsen réorganisa la division en 13 myriarchies (thikor chusum) datant des Mongols en créant les dzong,.
Dans les années 1960, sous l'administration communiste chinoise, le dzong comporte une prison où est détenu pendant 48 heures sans eau ni nourriture Tashi, un réfugié tibétain, avant qu'il ne soit soumis à l'humiliation publique et la torture. 

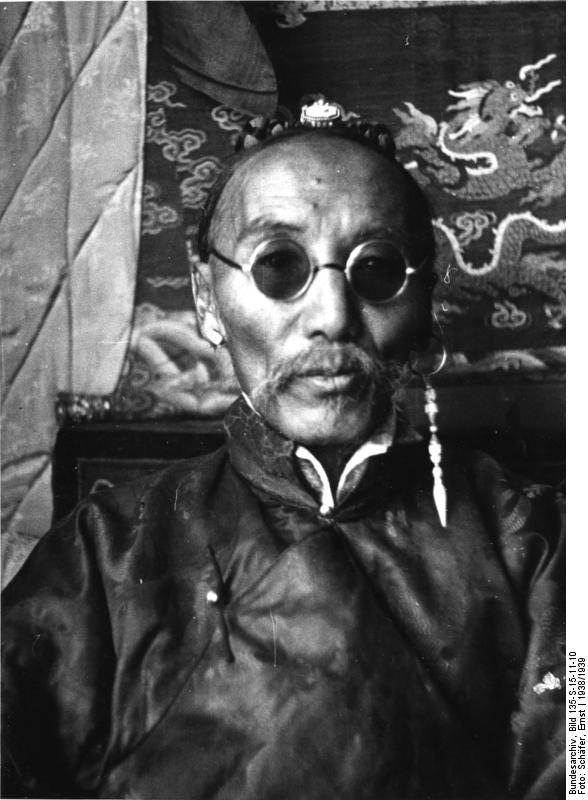
Parkang (Gyaltsen Phunjo), dzon-pön de Netong